# Drassyllus fractus
Drassyllus fractus är en spindelart som beskrevs av Chamberlin 1936. Drassyllus fractus ingår i släktet Drassyllus och familjen plattbuksspindlar. Inga underarter finns listade i Catalogue of Life.